# Burg Yatsushiro
Die Burg Yatsushiro (japanisch 八代城, Yatsushiro-jō) befindet sich in der Stadt Yatsushiro, Präfektur Kumamoto. In der Edo-Zeit war die Burg Nebenresidenz, zuletzt der Hosokawa (Tozama-Daimyō).

## Burgherren in der Edo-Zeit
- Nebenresidenz der Katō,
- Ab 1632 Nebenresidenz der Hosokawa.

## Geschichte

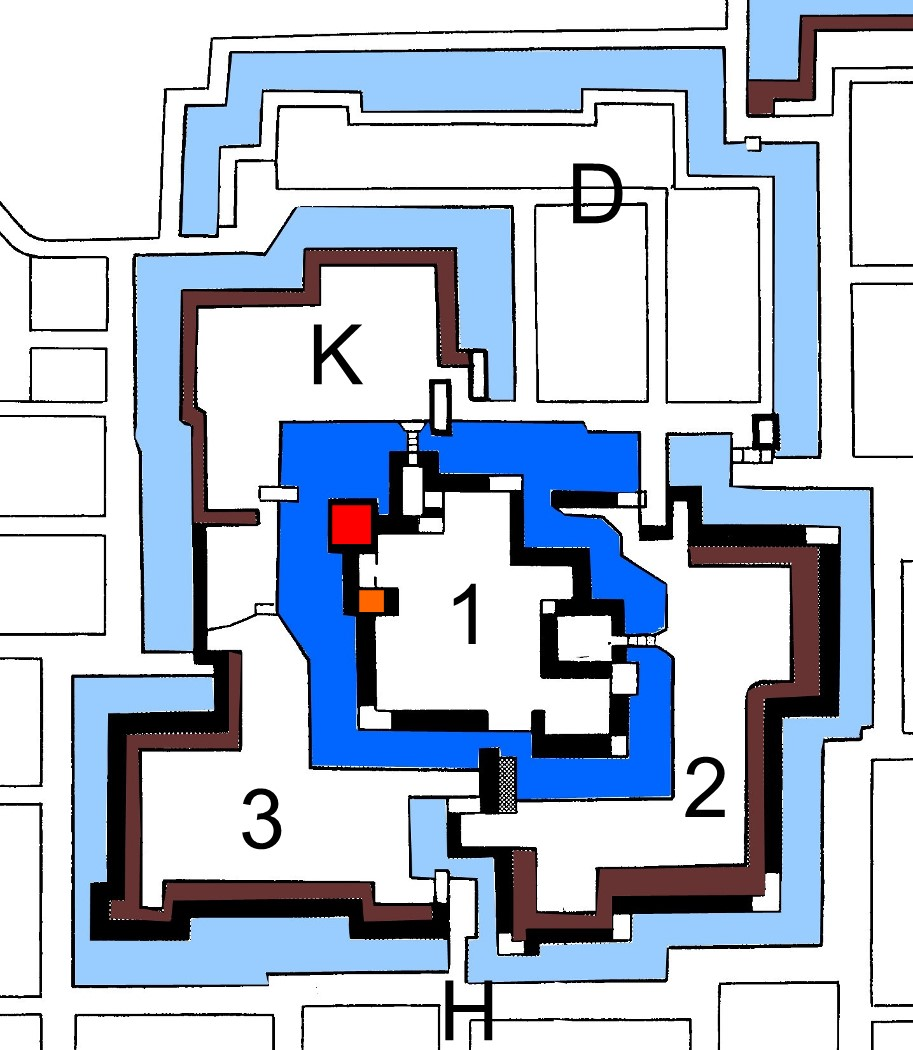
1: Hommaru 2: Ni-no-maru
3: San-no-maru K: Kita-no-maru D: Demaru H: Haupttor
Rot: Burgturm
Dunkelblau: Graben heute

Die Burg Yatsushiro liegt an der Mündung des Kuma-Flusses (球磨川, Kumagawa) in die Bucht vor Yatsushiro. Als eine der Nebenburgen der Burg Kumamoto wurde sie im Jahr 1620 von Katō Tadahiro (加藤 忠広; 1597–1653), Katō Kiyomasas Sohn, erbaut, als die alte Burg Mugishima (麦島城, Mugishima-jō) auf einer Insel im Fluss 1619 bei einem Erdbeben zerstört wurde.
Der nahezu rechteckigen zentralen Burgbereich, das Hommaru (本丸), wurde auf der Ostseite durch das Ni-no-maru (二の丸), an der Westseite durch das San-no-maru (三の丸) und an der Nordseite durch das Kita-no-maru (北の丸) und durch einen vorgelagerten Bereich, das Demaru (出丸) geschützt. Die Burg war von Steinwällen umgeben, wobei der Steinwall des Kita-no-maru nicht zu Ende geführt wurde und es bei einem Erdwall blieb.
Nachdem die Katō mit der Burg Kumamoto auch diese verloren hatten, übernahmen die Hosokawa sie. Im Kita-no-maru ließ sich Hosokawa Fujitaka (細川 藤孝; 1534–1610) nieder, nachdem er sich aus dem tätigen Leben zurückgezogen hatte. Tatsutaka (立孝; 1615–1645), vierter Sohn des Hosokawa Tadaoki (1564–1645) richtete sich im Hommaru ein.
Nach dem Tode der beiden erhielt der Hausälteste der Hosokawa, Matsui Okinaga (松井 興長; 1582–1661), die Burg Yatsushiro. Die Matsui residierte dort bis zur Meiji-Restauration mit einem Einkommen von 30.000 Koku, womit sie wie Daimyō behandelt wurden.
1672 gingen durch Blitzeinschlag der Burgturm (tenshukaku) und einige Wachtürme verloren, der Burgturm wurde nicht wieder aufgebaut. Bei einem weiteren Blitzeinschlag 1797 gingen auch der Nebenturm zum Burgturm, die Residenz im Hommaru und ein dreistöckiger Wachturm verloren, wurden aber wieder aufgebaut.
Zu Beginn der Meiji-Zeit wurde die Burg weitgehend abgetragen, die Residenz im Hommaru wurde zu einer Schule umgewandelt. Nachdem sie während der Satsuma-Rebellion als Lazarett gedient hatte, wurde sie in die Stadt verlegt und diente nun wieder als Schule. Zunächst hieß sie Daijōkō (代城校), dann wurde sie in Städtische Daiyō-Grundschule (八代市立代陽小学校, Yatsushiro shiritsu Daiyō shogakkō) umbenannt. 1986 ging das alte Gebäude bei einem Brand verloren.
Im Hommaru wurde Yatsushiro-Schrein (八代宮, Yatsushiro-gū) zur Verehrung des Seiseishōgun-no-miya (征西将軍宮; 1329–1383) errichtet. Weiter gibt es den Matsui-Schrein (松井神社, Matsui-jinja), in dem die ersten beiden Burgherren aus dem Hause Matsui verehrt werden.
An der Burg wird auch des Haiku-Dichters Nishiyama Sōin gedacht, der aus Yatsushiro stammte.

## Bilder

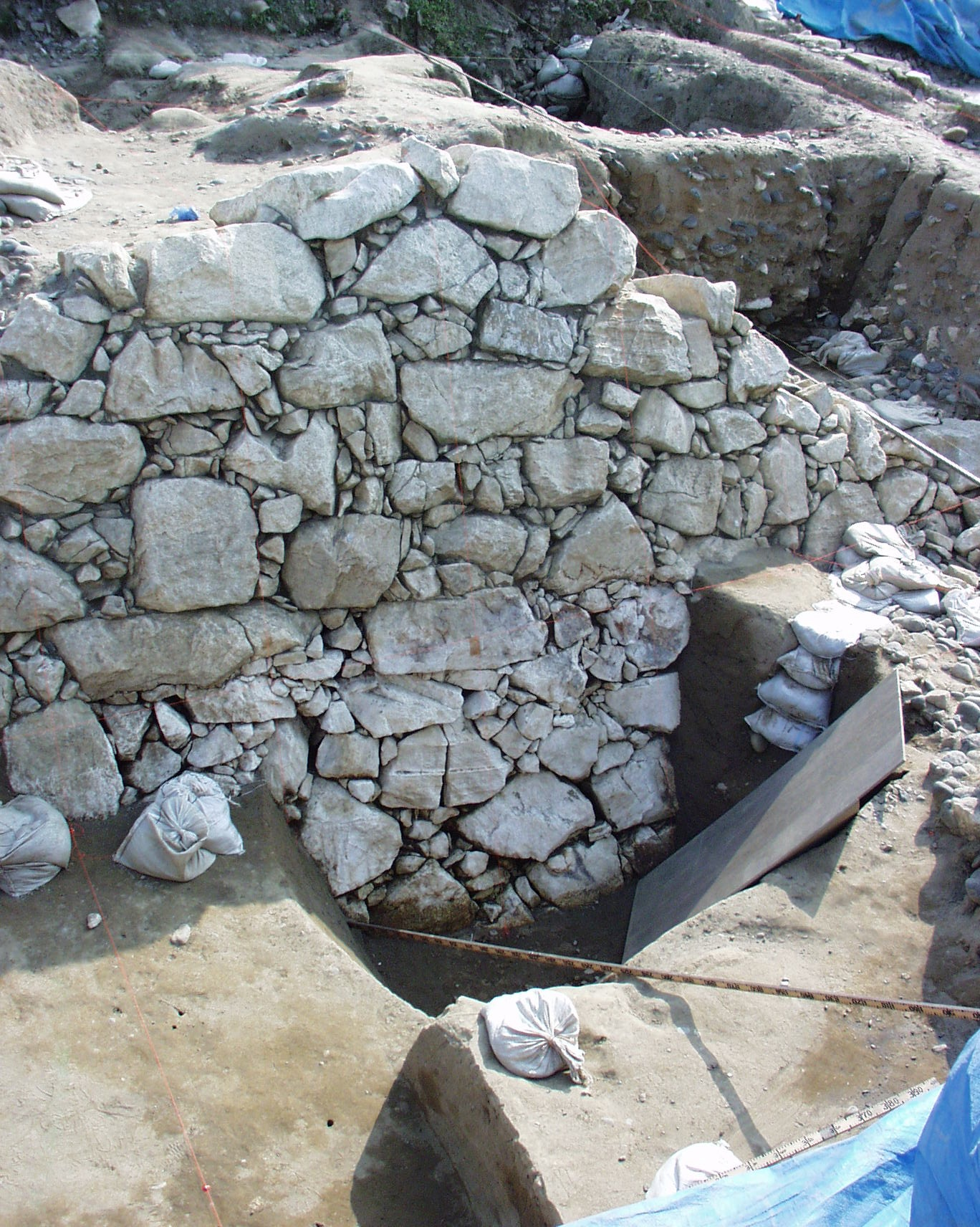
Reste der Burg Mugishima
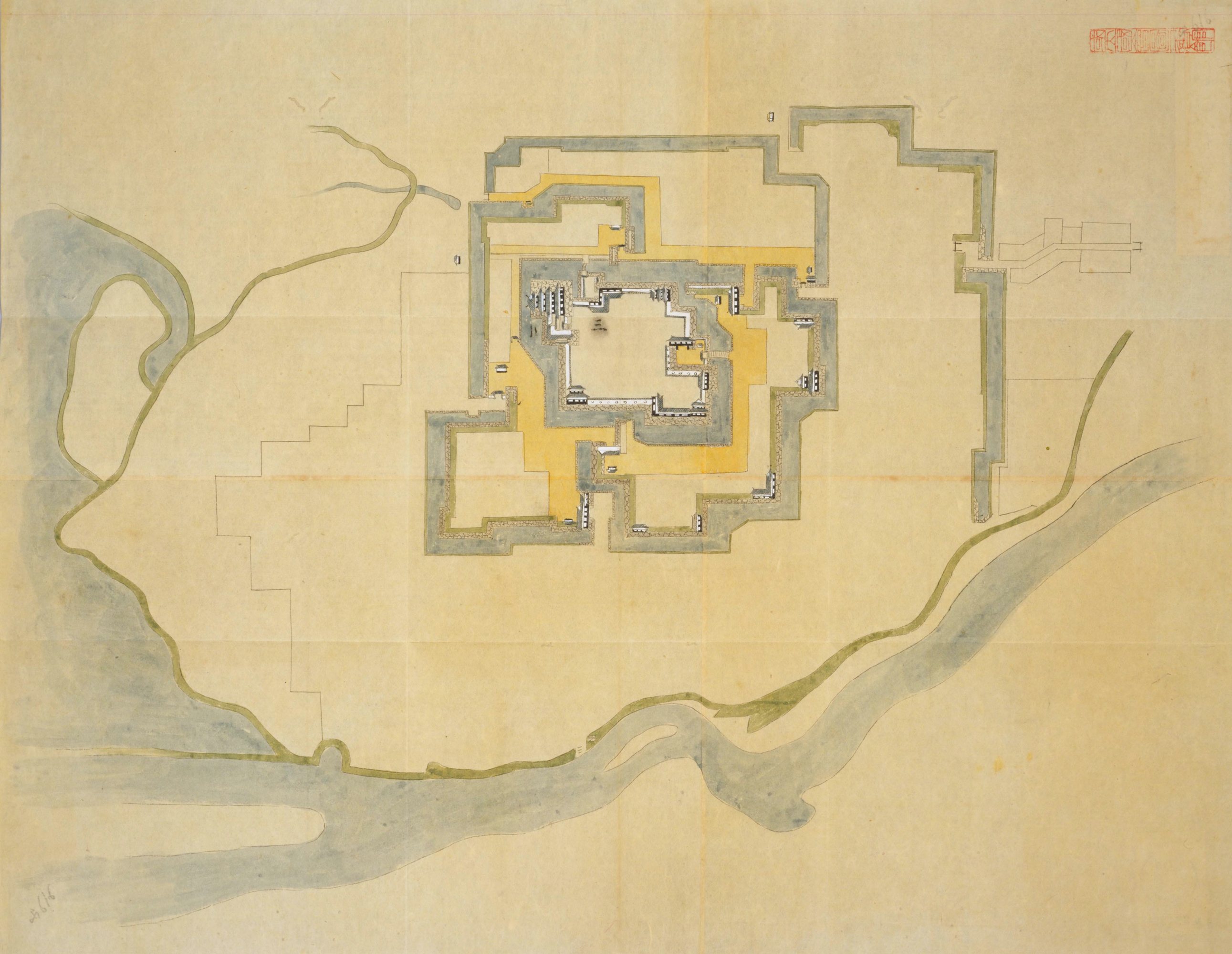
Plan der Burg Yatsushiro
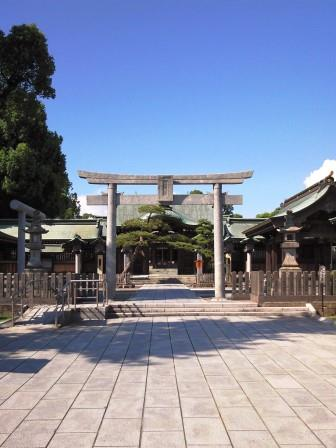
Yatsushiro-Schrein
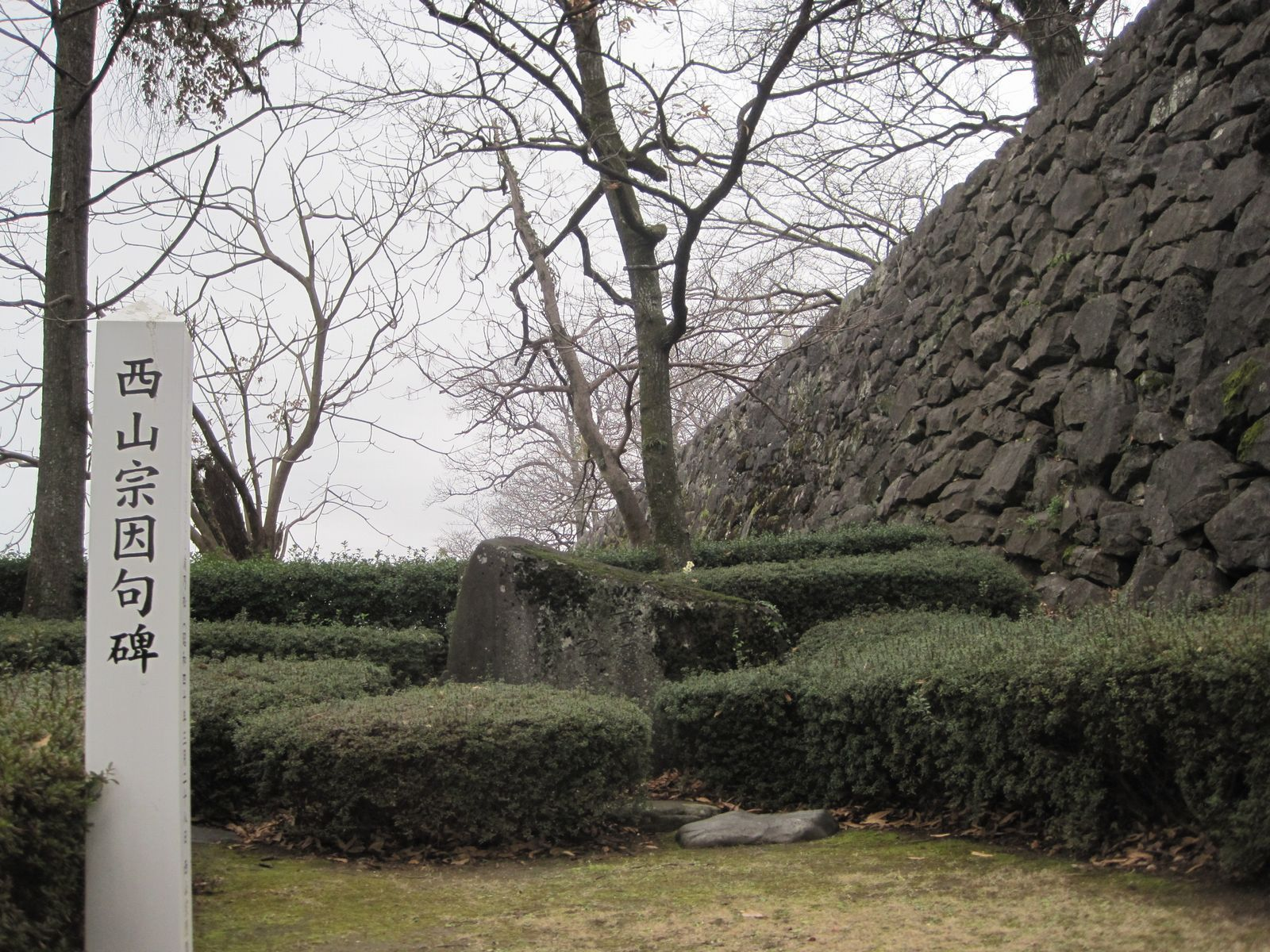
Stele für Nishiyama Sōin